# منطقه تفریحی شیدی لیک
منطقه تفریحی شیدی لیک (به انگلیسی: Shady Lake Recreation Area) یک منطقهٔ مسکونی در ایالات متحده آمریکا است که در Athens, Arkansas قرار دارد.